# 801-es főút (Magyarország)
A 801-es főút másodrendű főút Fejér vármegye területén. Korábban a 8-as főút része volt, csak azóta visel külön útszámot, amióta forgalomba helyezték a 8-as főút új, Székesfehérvár lakott területeit szinte egyáltalán nem érintő nyugati elkerülőjét.

## Nyomvonala
Székesfehérvár nyugati részén, Szedreskert és Szárazrét városrészek között, utóbbinak északkeleti széle közelében, de jobbára erdőfoltok által övezett területen ágazik ki a 7-es főút 71. kilométerénél lévő körforgalmú csomópontból, nyugat-északnyugati irányban. Alig száz méter után csatlakozik hozzá északkelet felől a 78 101-es számú egyirányú átkötő út: ez a Budapest, illetve Bicske felől érkező forgalmat vezeti rá az útra.
Ezt követően szinte azonnal lakott területek közé ér: délről a kertvárosias beépítettségű Szárazrét legészakibb fekvésű házai kísérik, északi oldalán inkább csak ipari jellegű ingatlanok sorakoznak. Majdnem pontosan 1 kilométer megtétele után szintben keresztezi a Székesfehérvár–Komárom-vasútvonal vágányait, Új Csóri út néven, majd 2,3 kilométer után kiágazik belőle északnyugatnak az Iszkaszentgyörgy-Kincsesbánya felé vezető 8202-es út.
A 3. kilométere közelében az út maga is átlép Iszkaszentgyörgy határai közé, de lakott helyeket ott nem érint, csak néhány ipari jellegű ingatlan mellett halad el, immár nyugati irányt követve. 5,4 kilométer megtételét követően Csór határai közé érkezik, és pár lépésnyi távolság után eléri a 8-as főút azon csomópontját, amely 801-esként számozódva a végét jelenti. Előbb beletorkollik dél felől a csomópont egyik egyirányú átkötő útja, majd elhalad a 8-as Veszprém felé vezető pályatestjének egyirányú felüljárója alatt; pár száz méter után a másik átkötő út is kiágazik belőle, végül pedig egyesül a 8-as főúttal, annak majdnem pontosan a 15. kilométerénél.
Teljes hossza, az országos közutak nyilvántartását szolgáló kira.kozut.hu adatbázisa szerint 6,124 kilométer.

## Települések az út mentén
- Székesfehérvár
- (Iszkaszentgyörgy)
- (Csór)